# Las doscientas familias

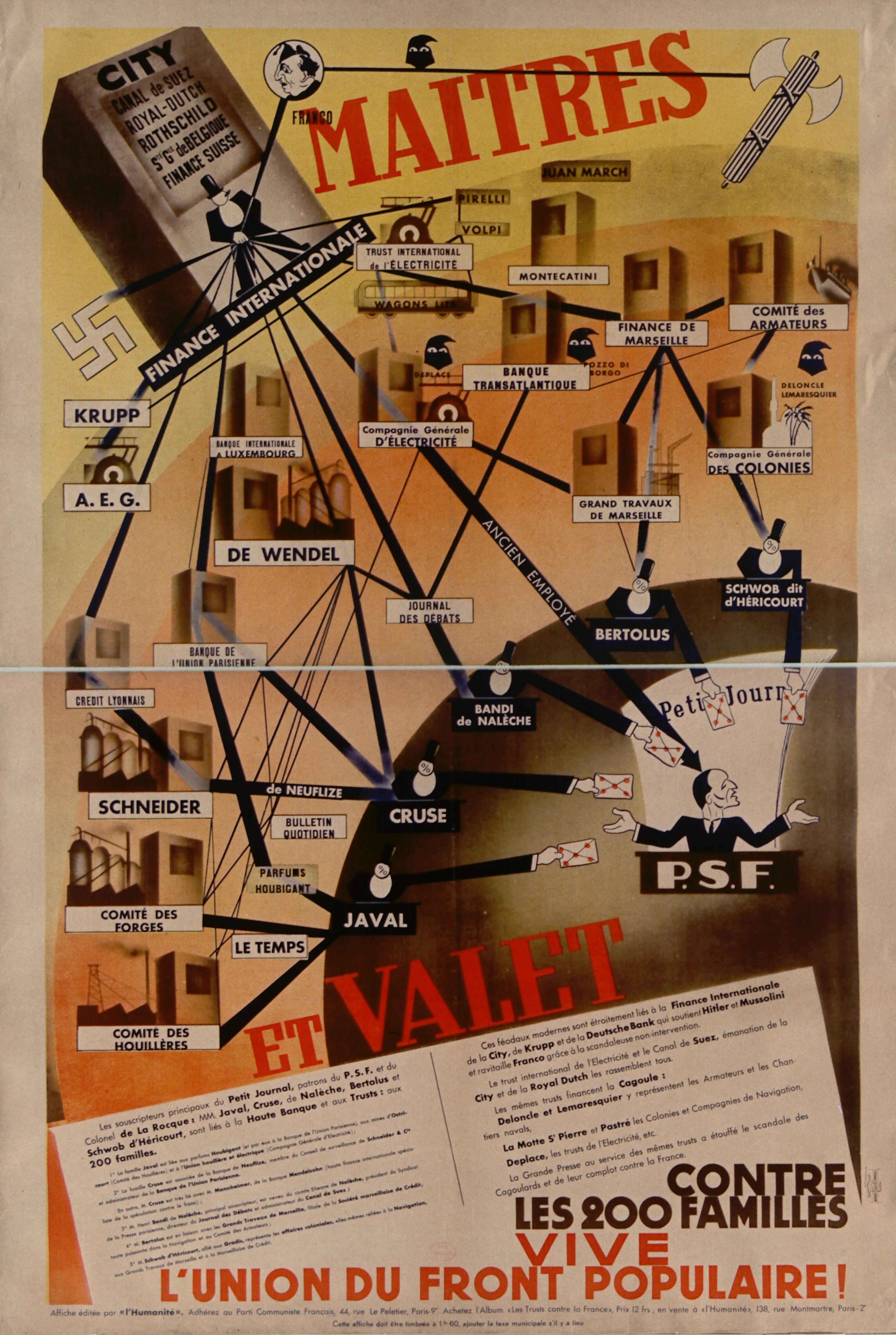
Patrones y criados. En contra de las 200 familias, viva la Unión del Frente popular!
Póster del partido comunista francés, que retrata las "finanzas internacionales", y los regímenes nazi y fascista, así como Franco subvencionando, supuestamente, a los grandes grupos industriales franceses, la Cagoule y los representantes políticos de derecha, incluyendo a François de La Rocque y el PSF.
(París, BnF, departamento de Estampas y fotografía, 1936).

Las doscientas familias es una expresión simbólica francesa según la cual un pequeño número de familias tendría en la mano la mayoría de las palancas económicas de Francia, controlando de esta manera los destinos políticos del país. Encuentra su origen en los doscientos mayores accionistas (sobre casi 40 000), que antiguamente constituían la Asamblea general del Banco de Francia.
El eslogan "doscientas familias" fue lanzado por Édouard Daladier en el Congreso del Partido Radical-Socialista reunido en Nantes el 28 de octubre de 1934.
En el contexto de la gran crisis económica de los años 30, el lema "200 familias" fue ampliamente adoptado por dirigentes políticos y sindicales de izquierda como Léon Blum, Maurice Thorez y Léon Jouhaux. 
Se extendió entre los intelectuales, especialmente los antifascistas, así como en la prensa satírica y, de forma oportunista, en la prensa antisemita.
El 24 de julio de 1936, el gobierno de Léon Blum aprobó una ley que reformaba los estatutos del   Banque de France. El leme de las doscientas familias pierde entonces gradualmente su "capacidad de movilización". Sin embargo, resurgió esporádicamente en la política francesa.
La mayoría de los observadores e investigadores han analizado las "doscientas familias" como un discurso perteneciente a las mitologías políticas francesas, aunque algunos han señalado que el mito no es producto de la imaginación pura, y que ninguno de los mitos políticos se desarrolla en un universo de total gratuidad, libre de cualquier contacto con las realidades de la historia. Para muchos, esto no debe impedirnos estudiar su complejidad, ni la verdad que entraña.

## Trasfondo histórico

### Los doscientos accionistas del Banco de Francia

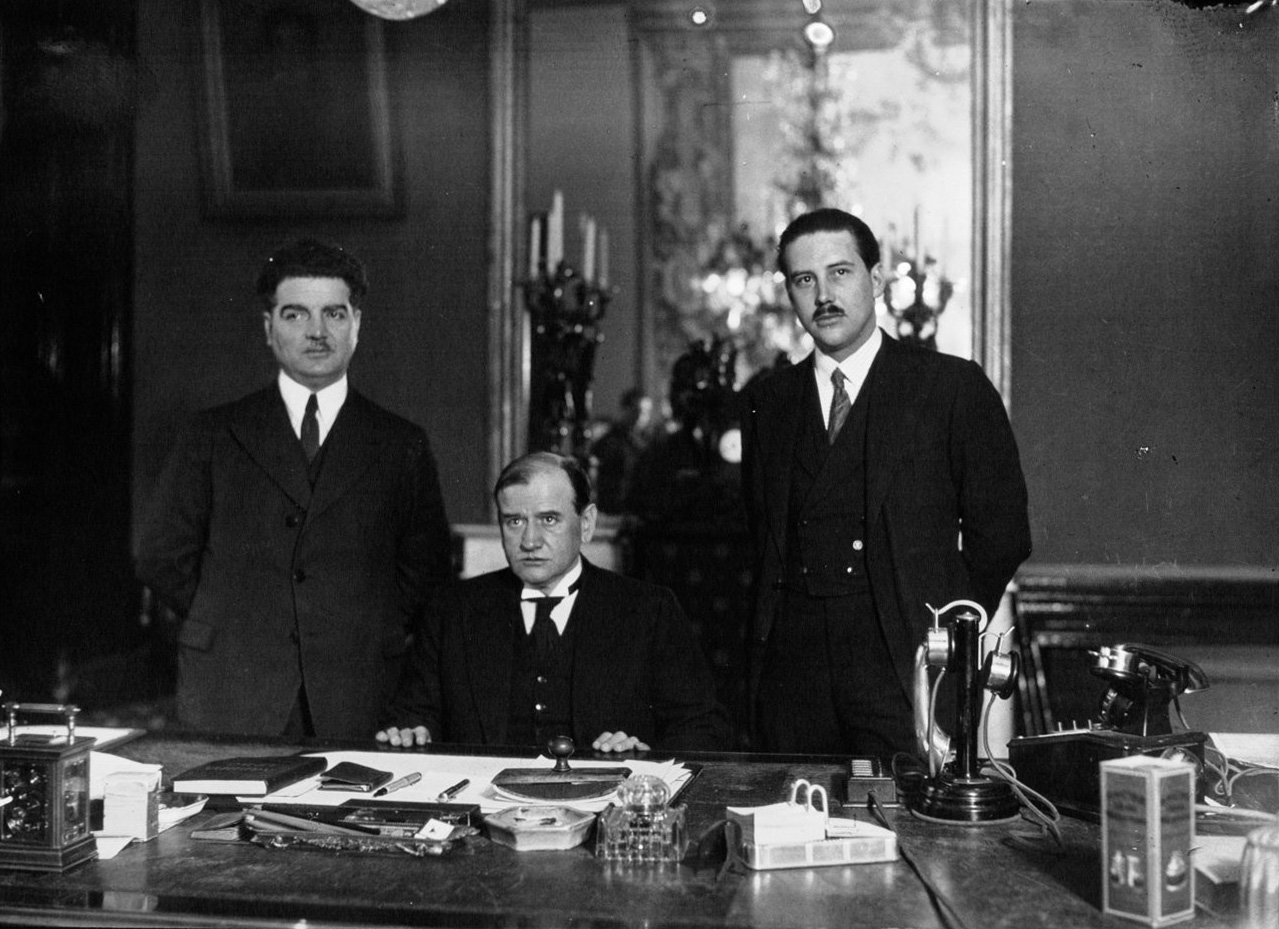
Édouard Daladier (sentado), rodeado por dos de sus colaboradores
(Agence Meurisse, 1933, París, BnF).

Cuando se creó la Banque de France en 1800, el artículo 11 de sus estatutos (establecido por la ley de 24 germinal del año XI, ley confirmada por Napoleón I  el 22 de abril de 1806), estipula que "los 200 accionistas que compondrán la Asamblea General serán aquellos que durante los últimos seis meses, sean los dueños más importantes de sus acciones.

Estos doscientos miembros de la Asamblea General tenían el poder de nombrar a los quince miembros del Consejo de Regencia de la Banque de France. Sin embargo, este poder está atenuado por las leyes de 1803 y 1806, que estipulan: el gobierno nombrará una parte (minoritaria) de miembros del Consejo General, incluido el gobernador, con la asistencia de dos vicegobernadores.

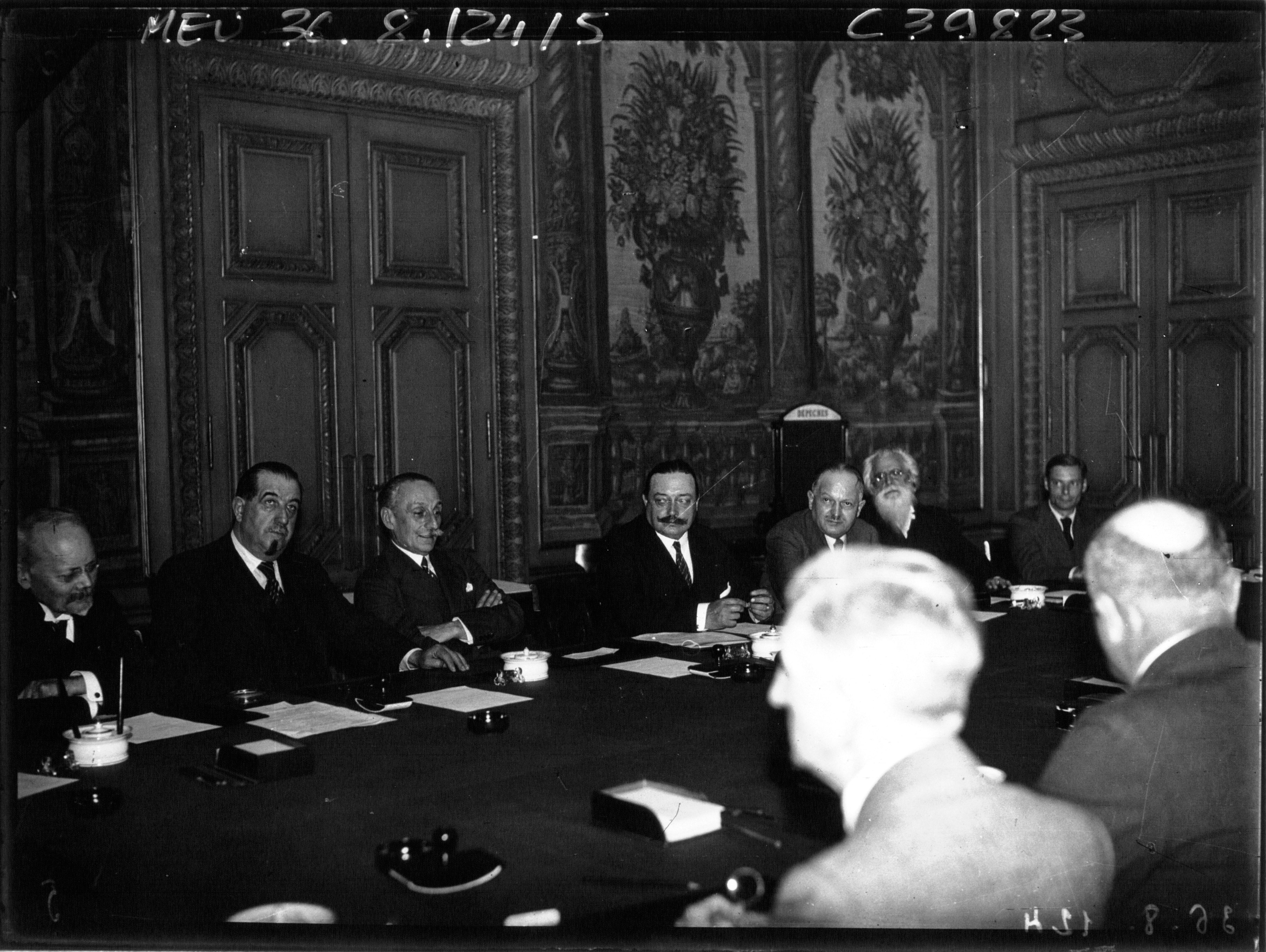
En el marco de la reorganización del Banco de Francia querida por el Frente popular en 1936, el jefe sindicalista Léon Jouhaux de la CGT figura en el seno del nuevo consejo general de la institución (Agencia Meurisse, 1936, París, BnF).

Estudios recientes muestran que la realidad del poder no radicaba en la Asamblea General, sino en la dirección misma del Banco de Francia (Consejo General, Comité Contable). Debemos considerar a los banqueros regentes como representantes activos de las doscientas familias (en gran parte rentistas, por lo que están a favor de la estabilidad monetaria), pero también de su periferia (los otros grandes empresarios).

### Las doscientas familias
Bajo el Segundo Imperio, el periodista proudhoniano Georges Duchêne denuncia el desalojo de los pequeños tenedores de acciones en los consejos de administración al evocar un "feudalismo" financiero en el cual "los 20 mil millones de acciones son a discreción de 200 nababs , quienes no tienen ni 200 millones. La antigüedad no proporciona un ejemplo de tal oligarquía concentrada."
El lema de las "doscientas familias" fue lanzado por Edouard Daladier durante el Congreso del Partido Radical-Socialista celebrado en Nantes, el 28 de octubre de 1934:

Estas son doscientas familias que, a través de las juntas directivas, por la creciente autoridad del banco que emite las acciones y concede el crédito, se han convertido en amos indiscutibles, no solo de la economía francesa sino de la política francesa misma. Estas son fuerzas que un estado democrático no debería tolerar, que Richelieu no habría tolerado en el reino de Francia. El imperio de las doscientas familias pesa sobre el sistema tributario, sobre el transporte, sobre el crédito. Las doscientas familias colocan a sus agentes en los gabinetes políticos. Actúan sobre la opinión pública porque controlan la prensa.

En el contexto de la Gran Depresión económica de la década de 1930, el eslogan de las "200 familias" fue ampliamente adoptado por círculos políticos opuestos a la extrema derecha en gran parte  antifascistas como el Frente Popular, e incluso León Trotski, quien escribe: "En el marco del régimen burgués, sus leyes, sus mecanismos, cada una de las" doscientas familias "es incomparablemente más poderosa que el gobierno de Blum" (¿A dónde va Francia? 1936).
Jacques Doriot, desertor del Partido Comunista Francés (PCF) y fundador del Partido Popular Francés (PPF, extrema derecha), dice en 1937 que es necesario luchar "contra las doscientas familias capitalistas y contra el personal comunista, a veces cómplice contra el país."
El líder comunista Maurice Thorez también brinda el mismo tipo de "explicación simple" para la crisis económica en Francia al denunciar a "las doscientas familias". Producida por el Partido Comunista Francés y dirigida por Jean Renoir, la película de propaganda La vie est à nous (1936) castiga a las grandes fortunas a través de un instructor de personajes, interpretado por el actor Jean Dasté, quien lanza la siguiente réplica. "Francia no es la francesa, porque son doscientas familias. Francia no es para los franceses, porque es para quienes la saquean."
Durante el período entre las dos guerras mundiales, el periódico satírico Le Crapouillot también ayudó a "asentarse" al tema. Bajo la Cuarta República, la nueva revista de Jean Galtier-Boissière dice "Les Gros, los que poseían la fortuna nacional, este renacimiento de las "doscientas familias".
Después de haber sido un tema de la campaña electoral, el sistema de regencia fue reformado por una ley del Frente Popular el 24 de julio de 1936:
- Un gobernador, asistido por dos vicegobernadores, continúa liderando el Banco;
- Ya no tiene que justificar la propiedad de las acciones del Banco;
- La práctica del juramento, caída en desuso, se restablece;
- El consejo general incluye al gobernador, los dos subgobernadores, los tres censores elegidos por la asamblea y veinte concejales (que reemplazan a los quince regentes anteriores): dos son elegidos por la asamblea, nueve representan los intereses de la nación, ocho son elegidos para intereses económicos y usuarios de crédito, uno es elegido por el personal del Banco;
- En aras de la igualdad, dentro de la junta general, 1 accionista = 1 voto.

Sin embargo, la reforma del sistema de "200 accionistas", el Acuerdo de Matignon del 7 de junio de 1936, entre la Confederación General del Trabajo (CGT) y la Confederación General de la Producción Francesa (CGPF, antepasado del MEDEF) a veces se considera como nocivo para las pequeñas empresas, favoreciendo la concentración industrial. Por ejemplo, en Organized Business in France (1957), el profesor Henry Walter Ehrmann, del Dartmouth College, escribió en: "La política de los empresarios franceses: 1936-1955, Colin, 1959".
"Muchos industriales y comerciantes promedio afiliados al CGPF sintieron, y no estaban equivocados, que sus propias organizaciones los excluían de las actividades de la asociación. Los fideicomisarios que los controlaban y una docena de "grandes empleados" que dirigían la CGPF en su nombre eran, a los ojos de muchas pequeñas empresas industriales y comerciales, tan dañinas como la propaganda del Frente Popular. Al temer las consecuencias de la nueva legislación social, los pequeños patrones sintieron que habían sido traicionados y persistieron en creer en un complot entre "las 200 familias" y el gobierno marxista."
En El Banco de Francia, en manos de las 200 familias (Comité de vigilancia de los intelectuales antifascistas, 1936), Francis Delaisi intentó identificar a las supuestas "200 familias".

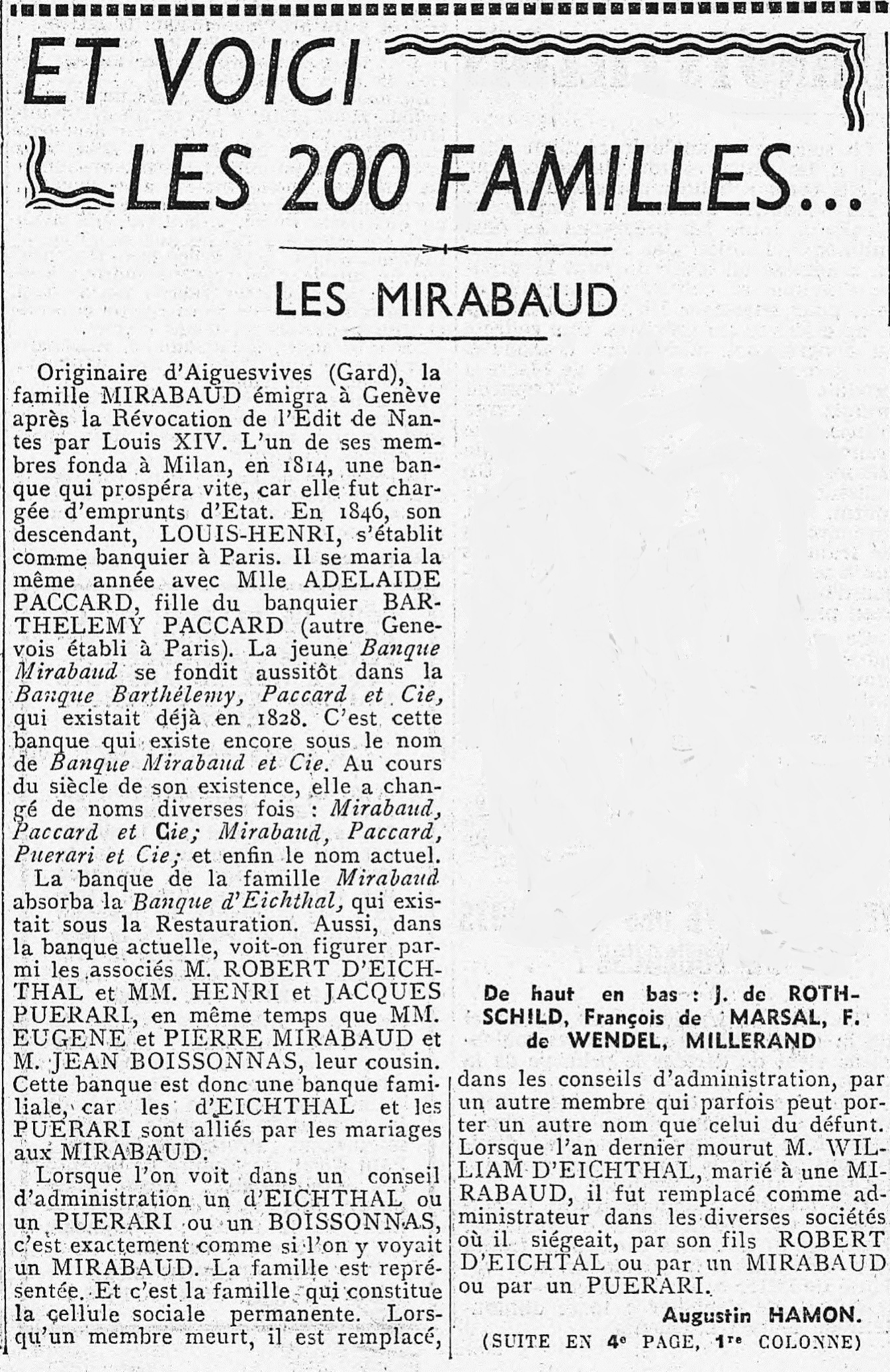
La serie "Y aquí están las 200 familias..." de Augustin Hamon, publicada en el periódico comunista de L'Humanité, de 21 de enero de 1936, (París, BnF.)
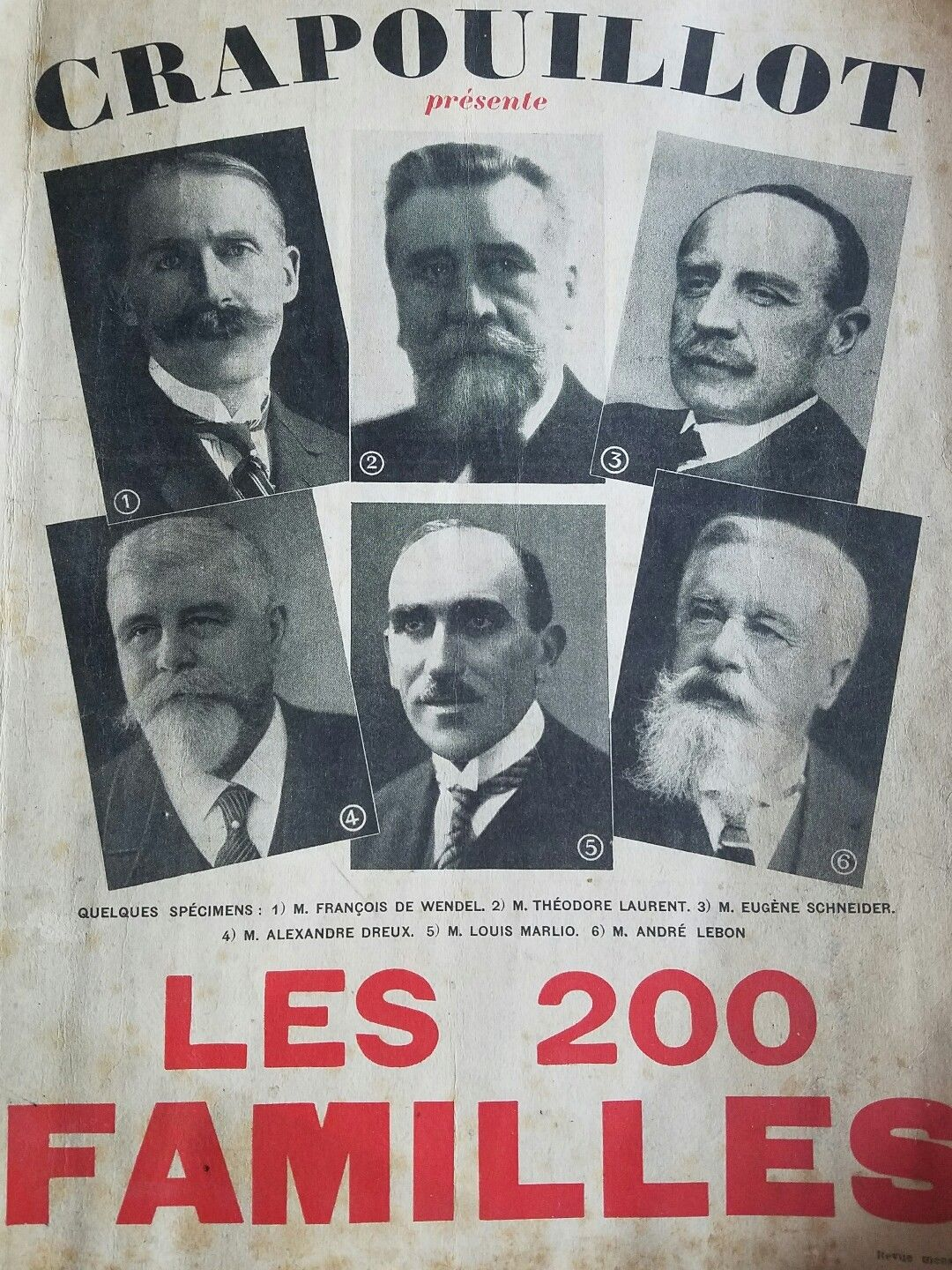
«Las 200 familias», El Crapouillot, marzo 1936.